# Kápsas (Arcadie)
Kápsas (grec moderne : Κάψας) est une localité située dans le dème de Tripoli, dans le district régional d'Arcadie, dans la périphérie du Péloponnèse, en Grèce.
Selon le recensement de 2021, elle compte 252 habitants.